# ORP Dąbie
ORP Dąbie (633) – polski trałowiec bazowy o wyporności standardowej 191 ton z okresu zimnej wojny, jednostka projektu 207P. Okręt służy w 12. Dywizjonie Trałowców 8. Flotylli Obrony Wybrzeża w Świnoujściu.

## Projekt i budowa
W połowie lat 60. XX wieku Polska Marynarka Wojenna znacznie rozbudowywała siły przeciwminowe, które liczyły 56 okrętów 5 typów, w tym dwa typu kutrów trałowych. Wraz z końcem lat 60. w Dowództwie Marynarki Wojennej (DMW) zrodziła się koncepcja budowy nowego typu trałowca redowego. W tym celu podjęto i przeprowadzono wiele analiz technicznych tak, że w 1968 roku opracowano wstępne wymagania taktyczno-techniczne nowych okrętów, których kadłuby miały być drewniane. Wkrótce jednak zarzucono tę koncepcję i rozpoczęto szereg prac naukowo-badawczych z zakresu konstrukcji i technologii okrętów z laminatów poliestrowo-szklanych (LPS), wyposażenia trałowego, czy też minimalizacji pól fizycznych. Na początku 1970 roku w Biurze Projektowo-Konstrukcyjnym Stoczni Północnej im. Bohaterów Westerplatte w Gdańsku, rozpoczęto prace projektowe nad nową jednostką małomagnetycznego trałowca redowego. Rolę głównego konstruktora sprawował mgr inż. Roman Kraszewski, którego później zastąpił mgr inż. Janusz Jasiński. Z ramienia Szefostwa Budowy Okrętów DMW nadzór sprawował kmdr Kazimierz Perzanowski. W tym samym roku ukończono analizę taktyczno-techniczno-ekonomiczną okrętu, który otrzymał numer projektowy 207 i jawny kryptonim Indyk.
Jednostka prototypowa, nosząca oznaczenie typ 207D ORP „Gopło”, została zwodowana 16 kwietnia 1981 w Stoczni Marynarki Wojennej w Gdyni. ORP „Dąbie” był trzecią jednostką z serii 207P, zwodowano go 24 maja 1985 roku w Stoczni Marynarki Wojennej w Gdyni.
W 2013 roku okręt przeszedł remont obejmujący m.in. remonty główne uzbrojenia i sprzętu wojskowego oraz silników spalinowych, a także modernizację systemów monitorowania i sterowania napędem głównym, elektrownią okrętową i instalacją osuszania okrętu.

## Opis
ORP „Dąbie” jest trałowcem bazowym projektu 207P (typu Gardno), zbudowane w Stoczni Marynarki Wojennej w Gdyni. Jest to jednostka małomagnetyczna, przeznaczona do poszukiwania i niszczenia min kontaktowych i niekontaktowych postawionych w zagrodach minowych lub pojedynczo. Ograniczenie pola magnetycznego osiągnięto głównie dzięki zastosowaniu w konstrukcji kadłuba i pokładówki laminatu poliestrowo-szklanego.

## Służba
ORP „Dąbie” do służby w Marynarce Wojennej został przyjęty 11 maja 1986 roku z przydziałem do 12 Dywizjonu Trałowców 8 Flotylli Obrony Wybrzeża. 
Na początku lipca 1996 roku jednostka wzięła udział w polsko-niemieckich ćwiczeniach typu PASSEX, wraz z trałowcem ORP „Necko” oraz okrętem ratowniczym ORP „Semko”, zaś 5 lipca 1996 „Dąbie” brał udział w obchodach święta Flotylli Kutrów Rakietowych Bundesmarine w Warnemünde, wraz z okrętem ORP „Toruń”.
W dniach 12-17 października 2001 okręt wraz z ORP „Jamno”, reprezentował Marynarkę Wojenną na niemieckich ćwiczeniach sił przeciwminowych typu PASSEX. W czerwcu 2004 roku jednostka uczestniczyła w międzynarodowych manewrach BALTOPS 2004 wraz z niszczycielem min ORP „Mewa” i trałowcem ORP „Sarbsko”. W dniach 21-24 lutego 2005 roku „Dąbie” brał udział w polsko-niemieckich ćwiczeniach sił przeciwminowych typu PASSEX, wraz z trałowcami OORP „Gardno” i „Bukowo”, okrętem transportowo-minowym ORP „Lublin” oraz okrętem ratowniczym ORP „Semko” na wodach zachodniego Bałtyku. W maju 2005 r. załoga wraz z okrętem uczestniczyła w międzynarodowych ćwiczeniach sił przeciwminowych BALTICA 2005, wraz z trałowcami ORP „Sarbsko” i ORP „Gardno” oraz jednostkami z Niemiec i Francji w rejonie Zatoki Pomorskiej. We wrześniu 2008 okręt uczestniczył w krajowych manewrach ANAKONDA 2008.  W 2013 roku okręt przeszedł remont główny i dokowy realizowany przez Stocznię Remontową Nauta w Gdyni.
We wrześniu 2015 okręt uczestniczył w międzynarodowym ćwiczeniu NORTHERN COASTS 2015, wraz z fregatą ORP „Gen. T. Kościuszko”, korwetą ORP „Kaszub”, okrętem rakietowym ORP „Grom”, okrętem dowodzenia ORP „Kontradmirał Xawery Czernicki” oraz trałowcami ORP „Resko” i ORP „Bukowo” na wodach Morza Bałtyckiego, natomiast we wrześniu 2016 brał udział w międzynarodowym ćwiczeniu NORTHERN COASTS 2016, wraz z korwetą ORP „Kaszub”, niszczycielem min ORP „Flaming”, trałowcami ORP „Jamno” i ORP Resko oraz parą śmigłowców Mi-14PŁ.
We wrześniu 2017 roku „Dąbie” uczestniczył w międzynarodowym ćwiczeniu NORTHERN COASTS 2017, wraz z korwetą ORP „Kaszub”, niszczycielem min ORP „Flaming” oraz trałowcami OORP „Mielno” i „Jamno” na wodach Bałtyku.